# Galium boyacanum
Galium boyacanum är en måreväxtart som beskrevs av Lauramay Tinsley Dempster. Galium boyacanum ingår i släktet måror, och familjen måreväxter. Inga underarter finns listade i Catalogue of Life.